# 格拉薩·馬謝爾

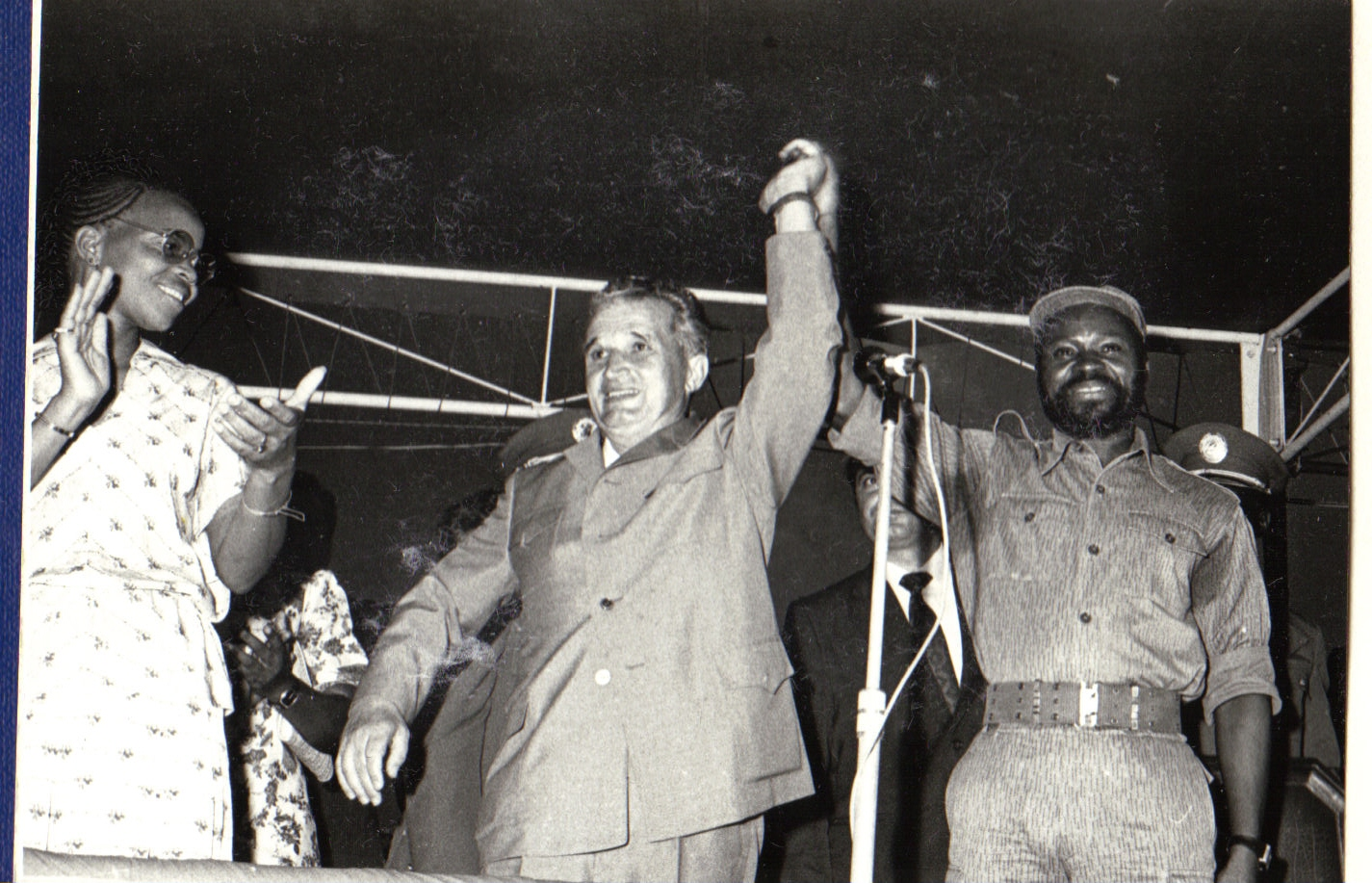
1979年，薩莫拉·馬謝爾夫婦在馬普托歡迎羅馬尼亞社會主義共和國領導人尼古拉·壽西斯古

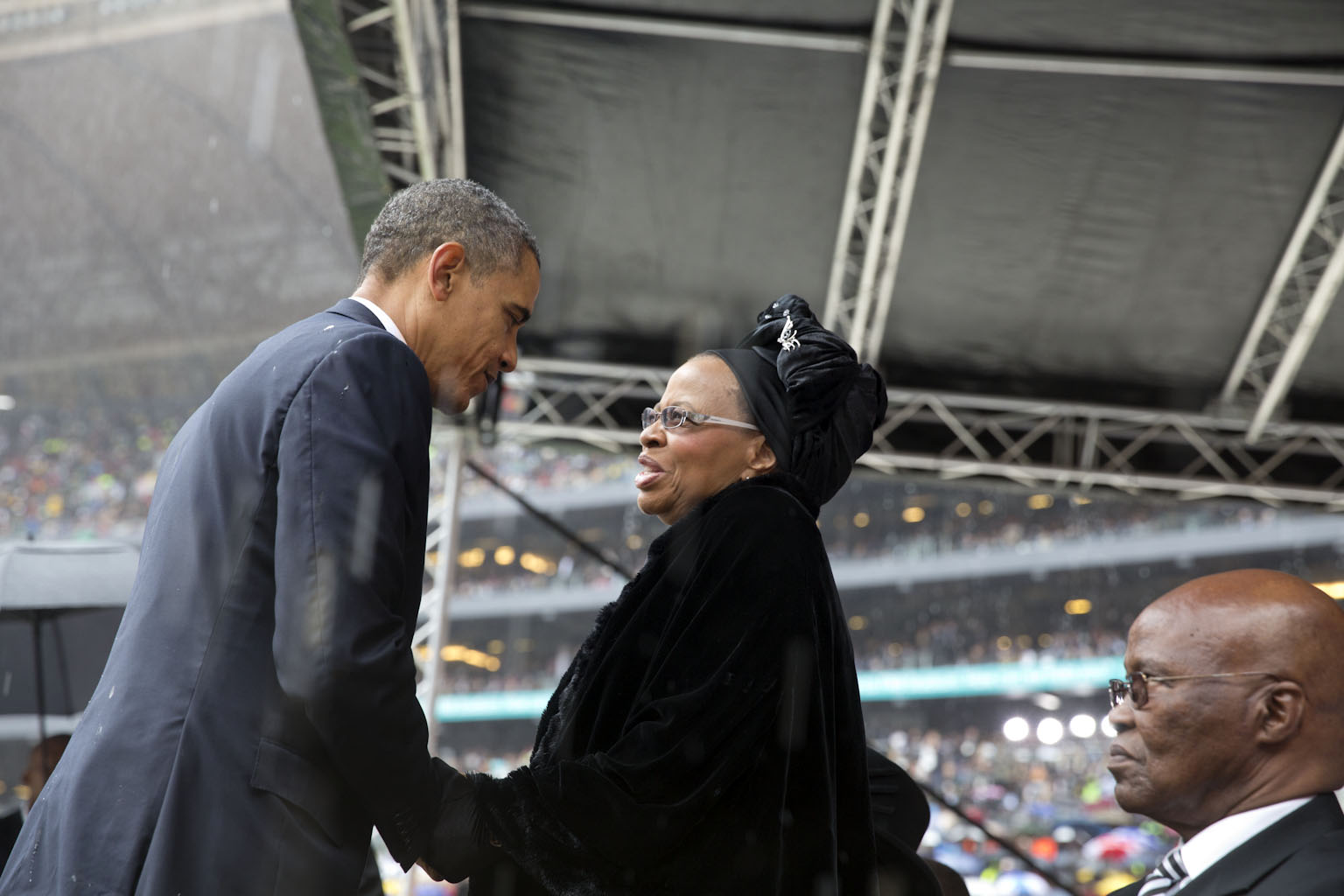
2013年，格拉薩在約翰尼斯堡舉行的納爾遜·曼德拉追悼儀式上與美國總統巴拉克·奧巴馬見面

格拉薩·馬謝爾 DBE（葡萄牙語發音：[ˈɡɾasɐ mɐˈʃɛɫ]；1945年10月17日—），娘家姓辛比尼（Simbine、發音：[sĩˈbĩni]）是莫三比克共和國政治家、人道主義者，現任世界衛生組織孕產婦、新生兒和兒童健康夥伴關係（PMNCH）主席。尚迦納人。她積極倡導保障婦女兒童權益，並在1997年因其人道主義工作而獲得大英帝國勳章。
她是莫三比克共和國前總統薩莫拉·馬謝爾與南非共和國前總統納爾遜·曼德拉的遺孀，並在與他們結婚期間都曾擔任過該國的第一夫人。是《金氏世界紀錄》認定的第一位，也是迄今為止唯一一位擔任過兩個完全無關的國家之第一夫人的女性。

## 生涯
格拉薩·辛比尼出生於葡屬東非加扎地區的農村，是家中6個孩子中的老幺。她是遺腹子，父親在其出生前17天去世。從教會學校畢業後，她來到葡萄牙的里斯本大學攻讀德語專業，並在此時開始參與反對殖民主義的獨立運動。她的母語是尚迦納語，但也會講法語、西班牙語、義大利語、葡萄牙語和英語。她於1973年會到葡屬東非任教，並加入莫三比克解放陣線。
1975年莫三比克獨立後，辛比尼進入政府擔任教育與文化部長。同年她與該國首任總統薩莫拉·馬謝爾結婚，並改姓為馬謝爾。1989年，她離開部長職位後成為聯合國特別專家，負責起草關於武裝衝突如何影響兒童的報告。
1995年，因其長期投身救助不幸淪為難民的兒童等方面的人道主義貢獻，馬謝爾獲得聯合國頒發的南森難民獎。
1998年，馬謝爾憑藉在救助莫三比克內戰受害兒童方面的工作而與加拿大政治家勞埃德·阿克斯沃西共同獲得該年度的里斯本北南獎。其後，她還先後擔任過1998年辛巴威UNICEF會議代表、UNESCO莫三比克全國委員會主席、英聯邦知名人士小組成員、伊布拉欣獎委員會成員等職務。
馬謝爾自2009年起擔任WHO孕產婦、新生兒和兒童健康夥伴關係（PMNCH）主席，並於2010年獲選為《時代》雜誌「百大人物」之一，於2011年被《衛報》評為「前100名女性活動家」之一。另外，她自1999年以來一直擔任開普敦大學校長，於2012-2021年起擔任倫敦大學亞非學院院長，2016年還被任命為非洲領導大學校長。

## 個人生活
格拉薩於1975年與時任莫三比克總統薩莫拉·馬謝爾結婚，育有一子一女：喬西娜與馬倫加尼。薩莫拉於1986年遭遇空難身亡。
1998年7月18日，她與時任南非總統納爾遜·曼德拉結婚，當天亦是曼德拉的八十大壽。曼德拉於2013年12月5日因肺炎去世。

## 元老会
2007年7月18日是納爾遜·曼德拉89歲生日，這一天他宣佈成立元老会，馬謝爾與德斯蒙德·圖圖亦為該會議的召集人。該團體主要關注一些區域性或全球性問題，例如以巴衝突、朝鮮半島局勢、南北蘇丹局勢、可持續發展以及女性權利等。在該團體中，馬謝爾致力於解決童婚問題，包括成立「女孩非新娘：終止童婚全球合作組織」。

## 非洲進步小組
馬謝爾是非洲進步小組（APP）的成員之一，該小組由10位傑出人士組成，主要任務是對非洲各國的高層領導人倡導公平公正和可持續發展的理念。該小組每年都會發佈《非洲進步報告》，其中會闡述非洲各國所面臨的嚴重問題，並提出一系列相關政策。作為小組成員，她推動該小組集思廣益，通過召集決策者來改善非洲的長期政策。

## 外部連結
- BBC資料 （页面存档备份，存于）
- 格拉薩·馬謝爾所作的UNICEF報告《武裝衝突對兒童的影響》 （页面存档备份，存于）
- 南非歷史Online資料